# Panamá (distrito)

Localização do distrito do Panamá.

Panamá é um distrito da província de Panamá, Panamá. Possui uma área de 2.560,80 km² e uma população de 708.438 habitantes (censo 2000), perfazendo uma densidade demográfica de 276,65 hab./km². Sua capital é a Cidade do Panamá.